# Phường 13, Quận 6
Phường 13 là một phường thuộc Quận 6, Thành phố Hồ Chí Minh, Việt Nam.
Phường 13 có diện tích 0,84 km², dân số năm 2021 là 25.405 người,  mật độ dân số đạt 30.244 người/km².